# Helena Blach Lavrsen
Helena Blach Lavrsen, född den 7 juni 1963 i Frederiksberg, Danmark, är en dansk curlingspelare.
Hon tog OS-silver i damernas curlingturnering i samband med de olympiska curlingtävlingarna 1998 i Nagano.